# Dominium maris baltici
Die Bezeichnung Dominium maris baltici ist ein lateinisches Schlagwort und bezeichnet übersetzt die Herrschaft über das Baltische Meer oder sinngemäß Ostseeherrschaft.

## Begriffsgeschichte
Das Schlagwort wurde angeblich erstmals 1563 durch König Sigismund II. August von Polen-Litauen im Kampf gegen Schweden gebraucht und bezog sich auf die Beherrschung der Schifffahrtswege zur und auf der Ostsee. Erstmals in einem amtlichen Dokument wurde der Begriff 1614 im Vertrag von Den Haag benutzt, in dem sich die Niederlande verpflichteten, den schwedischen Anspruch auf die so bezeichnete Oberhoheit über die Ostsee zu akzeptieren. Der Begriff hat sich bis in die aktuelle historische Forschung tradiert.

## Ereignisgeschichte

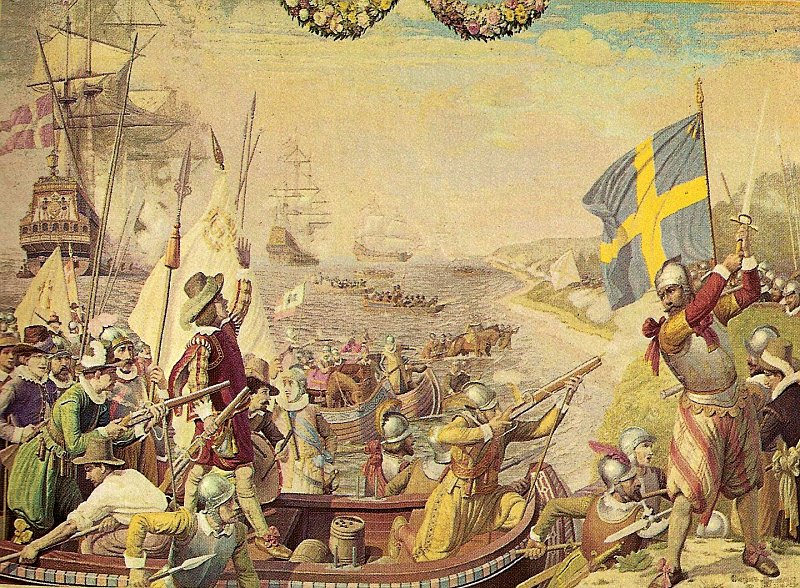
Kalmarkrieg

Von einem Dominium maris Baltici im Sinne eines Versuchs, die Vorherrschaft über den gesamten Ostseeraum zu erringen, kann man jedoch bereits bei den Wikingern im Mittelalter sprechen. Das Spätmittelalter (13. bis 15. Jahrhundert) war charakterisiert durch die Bildung der beiden großen Unionen, der von Krewo zwischen Polen und Litauen (1385), sowie der von Kalmar zwischen Dänemark-Norwegen und Schweden (1397). Parallel zu diesen Integrationsprozessen fand in der Osthälfte aber ein Desintegrationsprozess statt: Die Rus zerfiel mit dem Ergebnis der Selbständigkeit Nowgorods und der Unterwerfung Moskaus unter die Goldene Horde. Zugleich war in der gesamten Region eine deutliche Zunahme des deutschen Einflusses zu verzeichnen – sei es in Form kolonialer Gründungen, wie dem livländischen Ordensstaat, sei es in Gestalt der Übernahme deutscher Rechtsmuster oder durch deutsche Einwanderung im Zuge der Hanse-Aktivitäten. Diese juristischen, demographischen und kulturellen Entwicklungen betrafen vor allem die Städte, hier Lübeck und Stockholm, Visby und Wyborg, Stralsund und Riga, Rostock und Reval.
Die zu Beginn der frühen Neuzeit einsetzende Reformation sparte in Nordosteuropa nur das römisch-katholische Polen-Litauen, das orthodoxe Nordwestrussland sowie partiell Ingermanland und Karelien aus.

### Erste Phase (1560–1630)
Der eigentliche Kampf um die Vorherrschaft entspann sich nach dem Zusammenbruch der alten mittelalterlichen Mächte (Livland und Deutscher Orden) Anfang des 16. Jahrhunderts.
Im Kampf um die Ostseeherrschaft konnte zunächst Dänemark die Vormacht im Ostseeraum einnehmen, da es den Zugang von der Nord- zur Ostsee im Öresund kontrollierte und dadurch über erhebliche Einnahmen zur Finanzierung kriegerischer Unternehmungen verfügte; der Sundzoll war eine der wichtigsten Einnahmequellen des dänischen Königreiches. 
Zunächst im Siebenjährigen Krieg und dann im Kalmaer Krieg konnte es diese Position gegen Schweden behaupten. Diese Position geriet insbesondere seit Reformation und Gegenreformation immer stärker unter Druck. In der Zeit der schwedischen Expansion ab der Wende zum 17. Jahrhundert machten diese den Dänen ihre Stellung zunehmend streitig

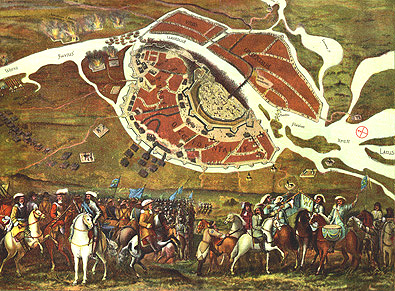
Eroberung von Nowgorod 1611

Schon seit 1561 hatte Schweden in Estland Fuß gefasst und 1570–1583 und 1590–1595 in Kriegen mit Russland diese Position ausgebaut.
Das Zarentum Russland hatte unter Iwan IV. (1533–1584) ebenfalls eine Erwerbs- und Expansionspolitik begonnen. Letztere richtete sich seit 1558 auch gegen die baltischen Länder, (vgl. Livländischer Krieg). Aber noch konnte Russland nicht an der Ostsee Fuß fassen. Nach dem Ende der Dynastie der Rurikiden 1598 und dem Tod des Bojarenzaren Boris Godunow, wurde Russland in eine Zeit der Wirren, die Smuta, gestürzt (1605–1613). Es kam zu polnischen und schwedischen Interventionen und 1610 sogar zur Besetzung Moskaus durch polnische Truppen.
Durch den Abschluss des Frieden von Stolbowo, der den Ingermanländischen Krieg zwischen Russland und Schweden 1617 beendete, und der erfolgreichen Fixierung der handelspolitischen Abschnürungskonzeption Gustav II. Adolfs wurden für das ganze weitere 17. Jahrhundert die weiteren schwedisch-russischen Beziehungen bestimmt. Die Russland vorgelagerten schwedischen Besitzungen sind das ganze 17. Jahrhundert eine undurchdringliche Schranke geblieben. So konnten die Russen ohne schwedische Zustimmung mit keinem Boot in die Ostsee kommen. Und diese Zustimmung hatten die Schweden den Russen nie gegeben. Stattdessen wurde den Russen in Stockholm ein eigener Fremdenhof eingerichtet. Alle Ansätze russischer Kaufleute aktiv Handel über den schwedischen Machtbereich hinaus zu treiben, wurde von der schwedischen Regierung im Keim erdrückt.
Im Verlauf des 17. Jahrhunderts schaltete sich auch Polen-Litauen in den Kampf um die Ostseehoheit ein. 1587 wurde Sigismund III. Wasa, der das Geschlecht der Jagiellonen und der Wasa in seiner Person vereinte, zum König gewählt. 1592 wurde Sigismund III. zusätzlich schwedischer König und begründete damit eine Schwedisch-polnische Personalunion. Der Sejm hatte ihn aber bei seiner Wahl zur ständigen Anwesenheit in Polen verpflichtet. So musste Sigismund III. einen Regenten in Schweden einsetzen. 1603 versuchte Sigismund III. Wasa den Thron seiner schwedischen Heimat zurückzuerlangen, den er als Folge der Schlacht von Stångebro 1598 und seiner Absetzung durch den schwedischen Reichstag als König von Schweden 1599 verloren hatte. Dies hatte das Ende der ab 1592 bestehenden Personalunion Schwedens mit Polen zur Folge und provozierte den Ausbruch der Schwedisch-Polnischen Kriege 1600–1629. Für Polen brachte dieser den Verlust Livlands und preußischer Küstengebiete.

### Zweite Phase (1630–1660)
Die zweite Phase im Kampf um das Dominium Maris Baltici von 1630 bis 1660 war zunächst von der Frage bestimmt, ob Dänemark als eigenes Staatsgebilde weiterbestehen konnte. Durch den Torstenssonkrieg, einen Teilkonflikt des Dreißigjährigen Kriegs (Frieden von Brömsebro 1645, Westfälischer Frieden 1648) ging das Dominium maris Baltici weitgehend an Schweden.
Den nächsten kriegerischen Konflikt bildete der Zweite Nordische Krieg, gefolgt vom Schonischen Krieg von 1674 bis 1679. Diese drei Konflikte führten zur Abtretung mehrerer dänischer Provinzen, aber dank der dänischen Flotte und der Hilfe der Niederlande konnte Schweden das dänische Kernland nicht erobern.

### Dritte Phase (1660–1720)
Die schwedische Vorherrschaft wurde im Großen Nordischen Krieg (1700–1721) durch die aufstrebende Großmacht Russland abgelöst. Das von Zar Peter I. begründete russische Dominium maris Baltici bestand bis in die zweite Hälfte des 18. Jahrhunderts, als es Dänemark gelang, mit Russland im Rahmen der Politik eines europäischen Mächtegleichgewichts eine Ruhe des Nordens zu vereinbaren (1765, 1773). Mit den Teilungen Polens folgte im 19. Jahrhundert die Aufsprengung Schweden-Finnlands durch Russland. Die russisch-imperiale Überformung großer Teile Nordosteuropas führte zu einer starken Dominanz Russlands.